# Adolf Tuma
Adolf Tuma (né le 27 juin 1956 à Hainburg an der Donau) est un artiste autrichien spécialisé dans la création de timbres-poste.
Son premier timbre-poste est émis en 1984 pour Saint-Marin. Il travaille principalement pour l'Österreichische Staatsdruckerei, imprimerie d'État.

## Récompenses
- 2006 : Trophée Yehudi Menuhin pour le bloc « « 50 ans de la réouverture du Burgtheater et du Staatsoper » de Vienne », émis en Autriche, le 25 octobre 2005[2].